# Потыльчак, Михаил Александрович
Михаил Александрович Потыльчак (5 октября 1972, Ленинград, СССР — 6 октября 2014, Волгоград, Россия) — советский и российский футболист, нападающий.

## Клубная
Футбольную карьеру начинал в «Торпедо» из Волжского, затем играл в волгоградском «Роторе», с которым провёл 1 матч в Кубке Интертото сезона 1996 года. С 1997 по 1998 годы играл за «Тюмень», профессиональную карьеру завершил в клубе «Лада-Тольятти-ВАЗ» в 1998 году после серьёзной травмы. После завершения карьеры Потыльчак пошёл работать на завод «Химпром», где трудились его родители.

## Смерть
6 октября 2014 года покончил жизнь самоубийством, повесившись в собственной квартире. Потыльчак попытался открыть свой бизнес, вместе с друзьями набрал кредитов, однако влез в долги, сумма которых составляла порядка 4 миллионов рублей. Положение усугубила игра на тотализаторе.